# Табуа (Рибейра-Брава)
Табуа (порт. Tabua) — район (фрегезия) в Португалии, входит в округ Мадейра. Расположен на острове Мадейра. Является составной частью муниципалитета Рибейра-Брава. Население составляет 1105 человек на 2001 год. Занимает площадь 11,10 км². По территории района проходит автодорога Кальета — Фуншал.